# Arnold Lucien Montandon
Arnold Lucien Montandon (n. 26 noiembrie 1852, Besançon, Franța – d. 1 martie 1922, Cernavodă, Constanța, România) a fost un entomolog francez care a profesat în România.

## Biografie
S-a născut la Besançon, Franța, la data de 26 noiembrie 1852, într-o familie de ceasornicari din regiune..
S-a mutat în România din 1873, unde a devenit administrator al Domeniilor Regale din Broșteni și Sinaia.
A fost introdus în entomologie și malacologie, unde a pus bazele acestor domenii în sudul și estul țării. 
Specializat în studiul Heteropterelor, descrie peste 500 de specii sau subspecii noi în peste 100 de publicații științifice. 
Membru al numeroaselor societăți științifice, a fost corespondent al Academiei Române din anul 1905 și asistentul lui Grigore Antipa din 1896 până în 1907.
Montandon a contribuit la apariția Muzeului Național de Istorie Naturală din București. 
Pentru meritele sale a fost numit cavaler în Ordinul Steaua României de către Regele Carol I, în timp ce scrierile și colecțiile sale sunt expuse la muzeele de Istorie Naturală din Londra și București.